# Liste der Biografien/John
Liste der Biografien |
Portal Biografien |
Personensuche
# |
A |
B |
C |
D |
E |
F |
G |
H |
I |
J |
K |
L |
M |
N |
O |
P |
Q |
R |
S |
T |
U |
V |
W |
X |
Y |
Z |
?
 
Ja |
Jb |
Jd |
Je |
Jh |
Ji |
Jj |
Jl |
Jn |
Jm |
Jo |
Jp |
Jr |
Js |
Jt |
Ju |
Jv |
Jw |
Jy
 
Joa–Jog |
Joh |
Joi–Jom |
Jon |
Joo |
Jop |
Jor |
Jos |
Jot |
Jou |
Jov |
Jow |
Jox |
Joy |
Joz
 
Joha |
Johe |
Johi |
Johl |
John |
Joho |
Johr |
Johs
 
Johna |
Johnc |
Johne |
Johnk |
Johnm |
Johnn |
Johno |
Johns |
Johny
Die Liste der Biografien führt alle Personen auf, die in der deutschsprachigen Wikipedia einen Artikel haben. Dieses ist eine Teilliste mit 209 Einträgen von Personen, deren Namen mit den Buchstaben „John“ beginnt.

## John
- John († 1147), schottischer Geistlicher
- John, normannischer Geistlicher
- John († 1203), schottischer Geistlicher
- John († 1209), schottischer Geistlicher
- John, schottischer Geistlicher
- John († 1230), schottischer Geistlicher
- John, Bischof von St. Asaph
- John 5 (* 1970), US-amerikanischer Gitarrist
- John B (* 1977), britischer Drum-and-Bass-Produzent und DJ
- John Beaumont, 4. Baron Beaumont (1361–1396), englischer Adliger
- John Big Tree (1877–1967), US-amerikanischer Schauspieler und Mitglied der Seneca Nation of New York
- John Charles Francis von Großbritannien und Irland (1905–1919), britischer PrinzJohn Charles Francis von Großbritannien und Irland (1905–1919)

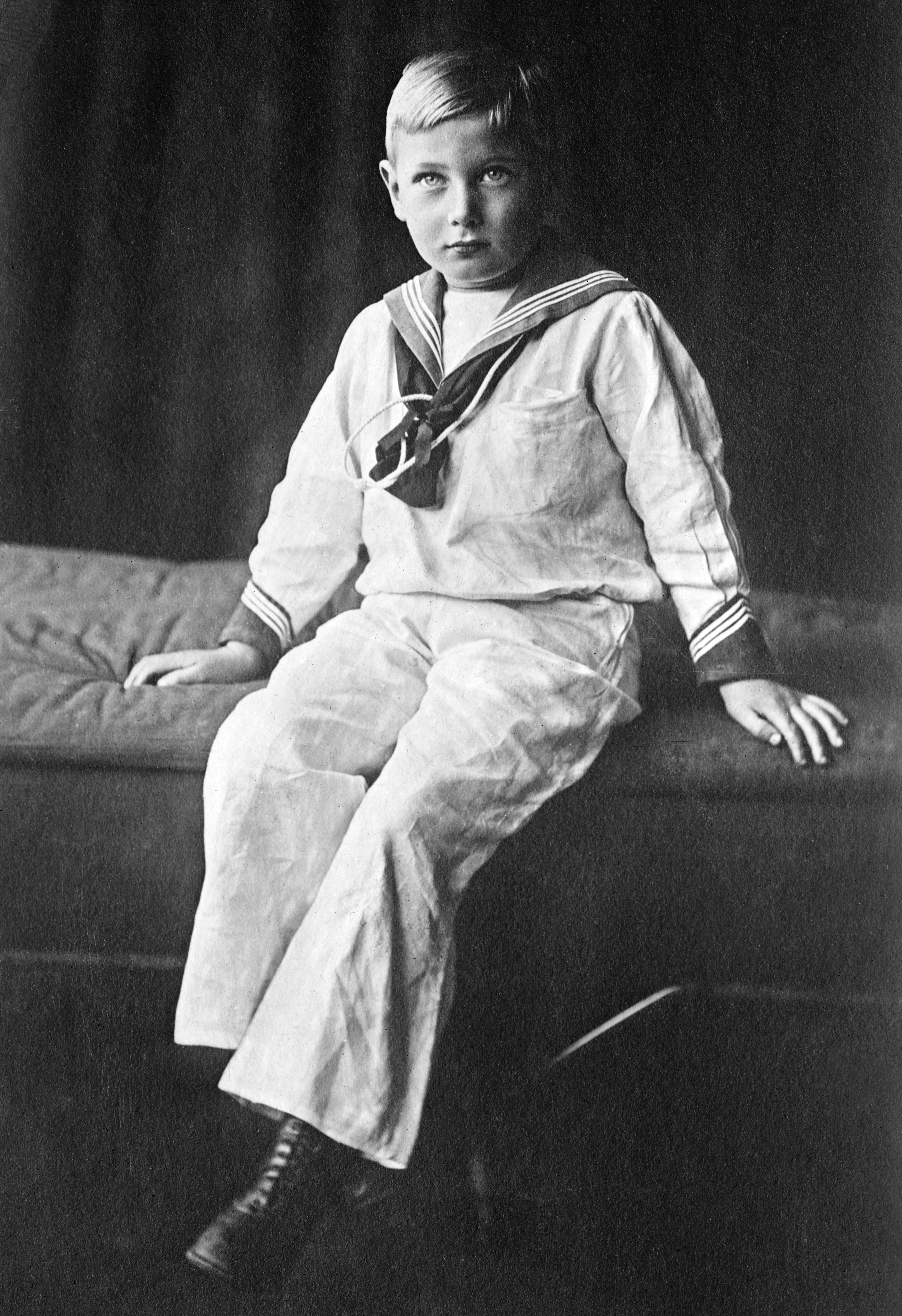
John Charles Francis von Großbritannien und Irland (1905–1919)

- John Comyn, 7. Earl of Buchan († 1308), schottischer Adeliger
- John de Bohun, 5. Earl of Hereford (1306–1336), englischer Magnat und Lord High Constable von England
- John de Courcy, anglonormannischer Adliger und Justitiar von Irland
- John de Vescy († 1295), englischer Ritter und Beamter
- John fitz Geoffrey († 1258), englischer Adliger und Justiciar von Irland
- John fitz John († 1275), englischer Adliger und Rebellenführer
- John FitzRichard, englischer Adliger und Soldat
- John FitzRobert († 1240), englischer Adliger
- John Fordun, schottischer Chronist
- John Gervase († 1268), englischer Geistlicher, Bischof von Winchester
- John Haraldson, Earl of Caithness († 1231), norwegisch-schottischer Adliger
- John Hay, 3. Lord Hay of Yester († 1543), schottischer Adliger
- John I. († 1137), Bischof von Rochester
- John Iweyn († 1321), englischer Ritter
- John Langton, englischer Kleriker und Beamter; Bischof von Chichester
- John le Breton, englischer Geistlicher, Beamter und Richter, Bischof von Hereford
- John Lestrange († 1269), englischer Adeliger
- John Lestrange, 2. Baron Strange of Blackmere († 1349), englischer Adeliger
- John MacDonald, 11. Earl of Ross (1435–1498), schottischer Adeliger
- John Mansel, englischer Lord Keeper of the Great Seal von England
- John of Beaufort, anglo-französischer Adeliger
- John of Bridlington († 1379), Prior eines Augustinerpriorats und kanonisierter Heiliger
- John of Brittany, Earl of Richmond (1266–1334), englisch-bretonischer Magnat, Militär und Diplomat
- John of Cambo († 1306), schottischer Adliger und Rebell
- John of Chishall († 1280), englischer Geistlicher, Lordkanzler und Lord High Treasurer, Bischof von London
- John of Climping, englischer Geistlicher, Bischof von Chichester
- John of Fountains († 1225), englischer Prälat
- John of Gaddesden, englischer Mediziner
- John of Gaunt, 1. Duke of Lancaster (1340–1399), Herzog von Lancaster und GuyenneJohn of Gaunt, 1. Duke of Lancaster (1340–1399)

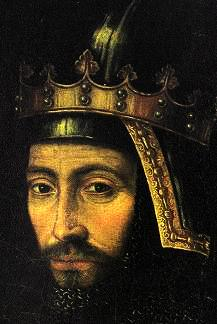
John of Gaunt, 1. Duke of Lancaster (1340–1399)

- John of Greenford, englischer Geistlicher, Bischof von Chichester
- John of Lancaster, 1. Duke of Bedford (1389–1435), englischer Prinz
- John of Leicester († 1214), schottischer Geistlicher
- John of Oxford († 1200), Bischof von Norwich
- John of Pattishall († 1290), englischer Adliger und Politiker
- John of Scotland, Earl of Huntingdon (1206–1237), anglo-schottischer Magnat
- John of Séez († 1142), Bischof von Rochester
- John of Ufford, irischer Bischof
- John Povlsen, Ole (* 1939), dänischer Kameramann, Filmregisseur, Drehbuchautor und Hochschullehrer
- John the Chanter († 1191), englischer Geistlicher, Bischof von Exeter
- John the Postman († 2015), britischer Punk-Sänger
- John von Beverley († 721), Bischof von York
- John von Freyend, Eckart (* 1942), deutscher Immobilienmanager
- John von Freyend, Ernst (1909–1980), deutscher OffizierErnst John von Freyend (1909–1980)

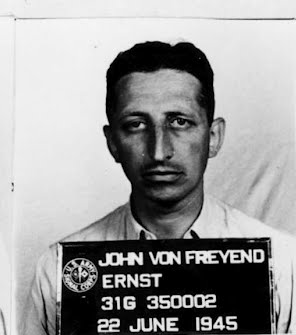
Ernst John von Freyend (1909–1980)

- John von Freyend, Gustav (1834–1892), preußischer Generalleutnant
- John von Freyend, Oskar (1858–1926), preußischer Generalleutnant
- John von Freyend, Tobias (* 1993), deutscher Schauspieler und Synchronsprecher
- John von Johnesberg, Conrad Heinrich (1852–1918), Chemiker
- John, Achim (* 1961), deutscher Boxer
- John, Alex (* 1964), deutsch-britischer Künstler
- John, Alexander (* 1986), deutscher Leichtathlet
- John, Allen (* 1987), deutscher Golfer
- John, Alois (1860–1935), Archivar, Volkskundler und Heimatschriftsteller des Egerlandes
- John, Amandus (1867–1942), österreichischer Ordensgeistlicher, Abt und Politiker, Landtagsabgeordneter
- John, Andy (* 1964), britischer Geistlicher, Erzbischof von Wales
- John, Anke (* 1968), deutsche Geschichtsdidaktikerin
- John, Annette (* 1951), deutsche Schriftstellerin
- John, Antonius (1922–2016), deutscher Wirtschaftsjournalist und Professor für Politikwissenschaft
- John, Assan (* 1978), gambischer Leichtathlet
- John, Augustus (1878–1961), britischer Maler des Spätimpressionismus
- John, Avery (* 1975), trinidadischer Fußballspieler
- John, Barbara (* 1938), deutsche Politikerin (CDU), MdABarbara John (* 1938)

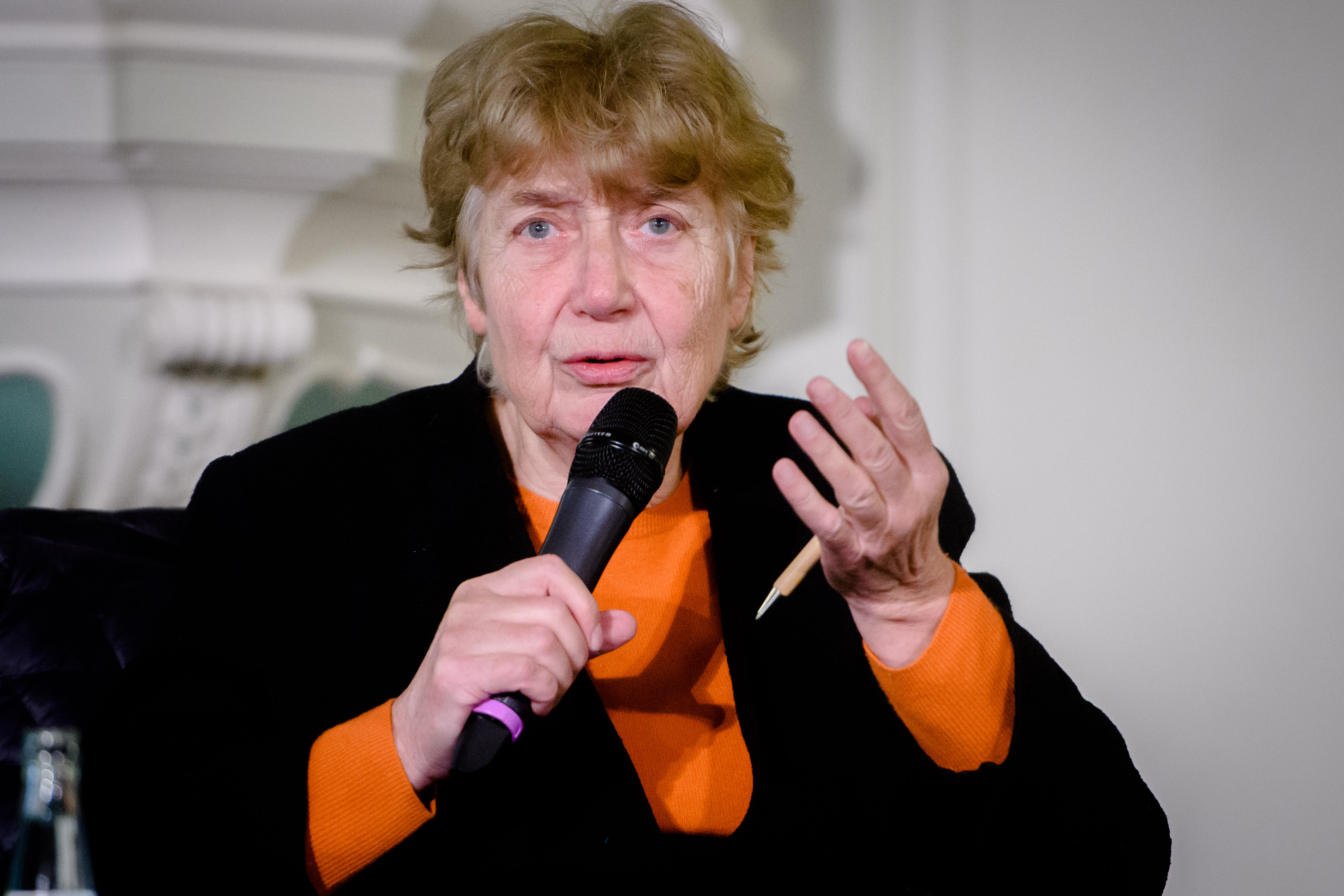
Barbara John (* 1938)

- John, Barry (1945–2024), walisischer Rugby-Union-Spieler
- John, Bob (1899–1982), walisischer Fußballspieler und -trainer
- John, Bobby (1905–1966), österreichischer Kabarettist, Schauspieler und Entertainer
- John, Caroline (1940–2012), britische Schauspielerin
- John, Caspar (1903–1984), britischer Admiral of the Fleet, Erster Seelord
- John, Chris (* 1960), US-amerikanischer Politiker
- John, Chris (* 1979), indonesischer Boxer
- John, Christian (* 1993), deutscher Ringer
- John, Christoph (* 1958), deutscher Fußballtrainer
- John, Christoph Samuel (1747–1813), deutscher evangelischer Missionar
- John, Clive († 2011), walisischer Rocksänger, Gitarrist und Keyboarder
- John, Collins (* 1985), niederländischer Fußballspieler
- John, Constanze (* 1959), deutsche Autorin
- John, Dan (* 1998), deutscher Volleyball- und Beachvolleyballspieler
- John, David (* 1984), walisischer Snookerspieler
- John, Declan (* 1995), walisischer Fußballspieler
- John, Dennis (* 1983), deutscher Psychologe
- John, Don (* 1981), dänischer Streetart-Künstler
- John, Edgar (1913–1996), deutscher Maler
- John, Elton (* 1947), britischer Sänger, Komponist und PianistElton John (* 1947)

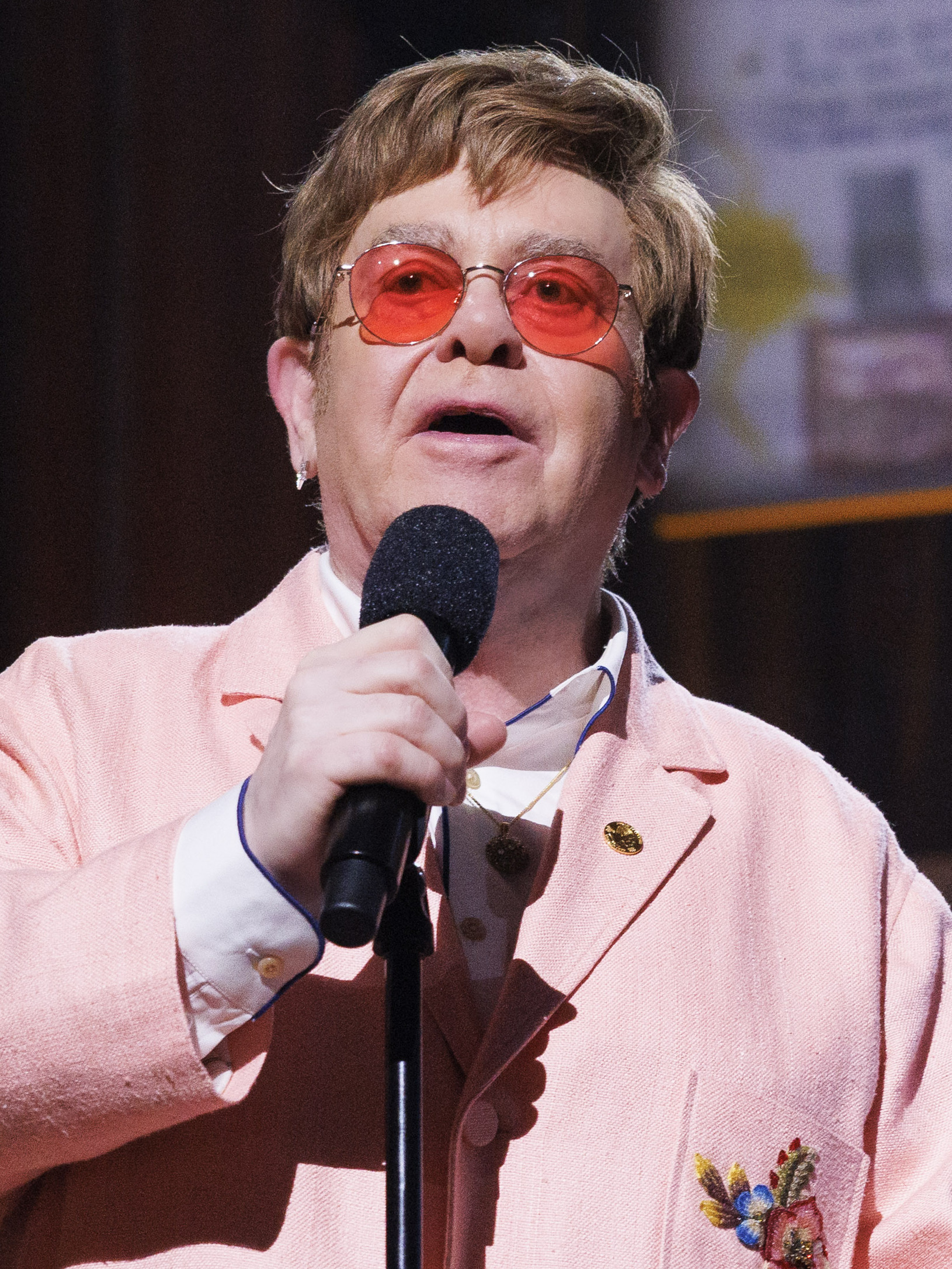
Elton John (* 1947)

- John, Erhard (1919–1997), deutscher Kulturwissenschaftler
- John, Erich (* 1932), deutscher Designer
- John, Erika (* 1943), deutsche Malerin, Grafikerin und Bildhauerin
- John, Ernst (1793–1873), deutscher Kaufmann, Leihbibliothekar, Landschafts- und Porträtmaler
- John, Ernst (1867–1937), deutscher Lehrer und Ethnograph
- John, Ernst Carl Christian (1788–1856), preußischer Redakteur, Hofrat und Oberzensor
- John, Esther (1929–1960), pakistanische Krankenschwester und Märtyrerin der anglikanischen Kirche
- John, Eugen (1863–1931), deutscher Landschaftsmaler und Zeichner
- John, Eva (* 1967), deutsche Kommunalpolitikerin, Bürgermeisterin von Starnberg
- John, Filip (* 2001), deutscher Volleyball- und BeachvolleyballspielerFilip John (* 2001)

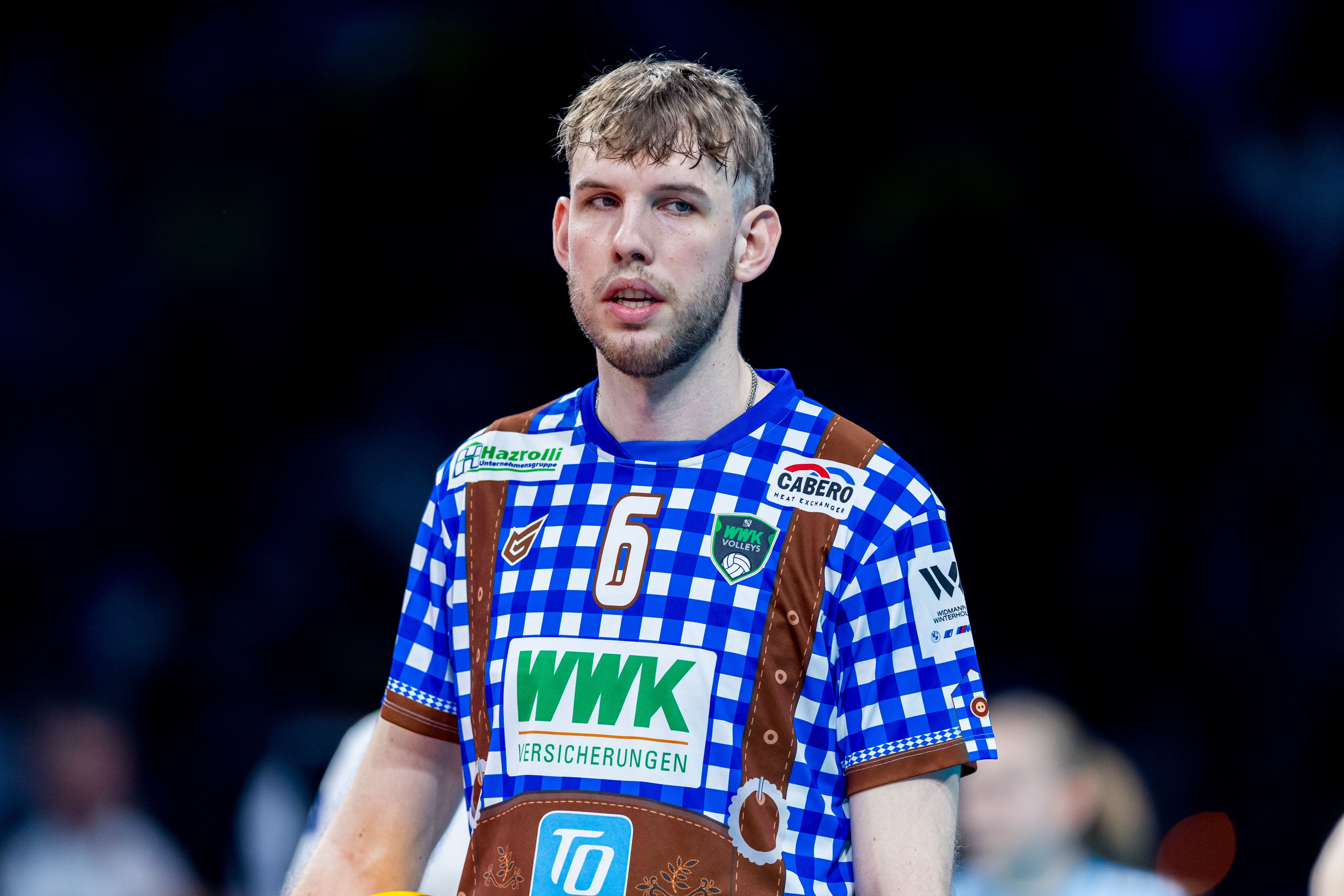
Filip John (* 2001)

- John, Frank (* 1972), deutscher Politiker (SPD) und Landrat
- John, Franz (1872–1952), deutscher Fußballfunktionär und Fotograf
- John, Franz (* 1960), deutscher Künstler
- John, Franz von (1815–1876), österreichischer Feldzeugmeister, Generalstabschef und Kriegsminister
- John, Franziska (* 1989), deutsche Kanutin
- John, Friedrich (1769–1843), Kupferstecher
- John, Friedrich Wilhelm Andreas (1835–1912), deutscher Bürgermeister und Politiker, MdR
- John, Fritz (1910–1994), US-amerikanischer Mathematiker deutscher Abstammung
- John, Gareth, britischer Toningenieur
- John, Georg (1879–1941), deutscher Schauspieler
- John, Gerhard (1908–1963), deutscher Politiker (CDU), MdA
- John, Gerhard (1927–2019), deutscher Fußballspieler
- John, Gerhard (* 1935), deutscher Offizier
- John, Gottfried (1942–2014), deutscher Schauspieler, Synchronsprecher, Hörspielsprecher und AutorGottfried John (1942–2014)

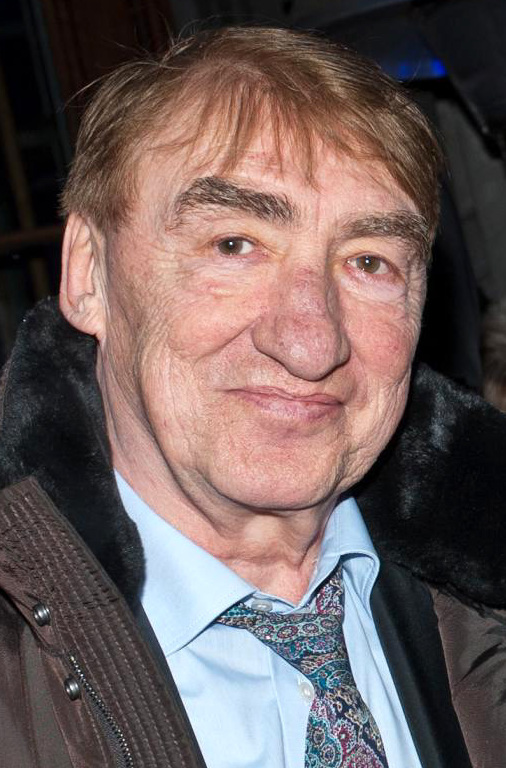
Gottfried John (1942–2014)

- John, Gustav Albert (1808–1873), deutscher evangelischer Geistlicher
- John, Gwen (1876–1939), walisische Malerin
- John, Hans (1888–1973), deutscher Maler, Zeichner, Radierer und Illustrator
- John, Hans (1903–1973), deutscher Kapitän zur See der Kriegsmarine und Bundesmarine
- John, Hans (1911–1945), deutscher Jurist und Widerstandskämpfer
- John, Hans (* 1936), deutscher Musikwissenschaftler und Hochschullehrer
- John, Hans-Rainer (* 1931), deutscher Theaterwissenschaftler, Mitglied der Volkskammer der DDR
- John, Harry (1928–1977), deutscher Politiker (FDP), MdBB
- John, Heinz (* 1935), deutscher Tischtennisspieler
- John, Heinz-Hugo (1904–1944), deutscher Politiker (NSDAP), MdR
- John, Helmut (1931–2012), deutscher Sportfunktionär
- John, Hermann (1875–1910), deutscher Theaterschauspieler
- John, Hermann (* 1943), deutscher Fußballspieler
- John, Hinrich (* 1936), deutscher Leichtathlet und Olympiateilnehmer
- John, Holger (* 1960), deutscher Maler, Grafiker, Impresario und Eventmanager
- John, Horst (* 1922), deutscher Oberstleutnant im Ministerium für Staatssicherheit (MfS) der DDR
- John, Hugo (1858–1911), deutscher Kaufmann und Unternehmer
- John, Jacob (1674–1727), deutscher Jurist und Hamburger Ratsherr
- John, Jaromír (1882–1952), tschechischer Schriftsteller und Journalist
- John, Jason (* 1971), britischer Sprinter
- John, Jeffrey (* 1953), britischer anglikanischer Geistlicher und Dekan der Abtei von St Albans
- John, Joachim (1933–2018), deutscher Maler und Grafiker
- John, Johann († 1865), deutscher evangelischer Theologe und Geistlicher
- John, Johann August Friedrich (1794–1832), deutscher Diener von Johann Wolfgang von Goethe
- John, Johann Friedrich (1782–1847), deutscher Chemiker und Pharmakologe
- John, Johann Jacob († 1707), deutscher Orgelbauer
- John, Joseph (1906–1998), indischer Pastor
- John, Joshua (* 1988), niederländischer Fußballspieler
- John, Julius (1879–1957), sudetendeutscher tschechoslowakischer Gewerkschafter
- John, Jürgen (* 1942), deutscher Historiker
- John, Karl (1905–1977), deutscher Bühnen- und FilmschauspielerKarl John (1905–1977)

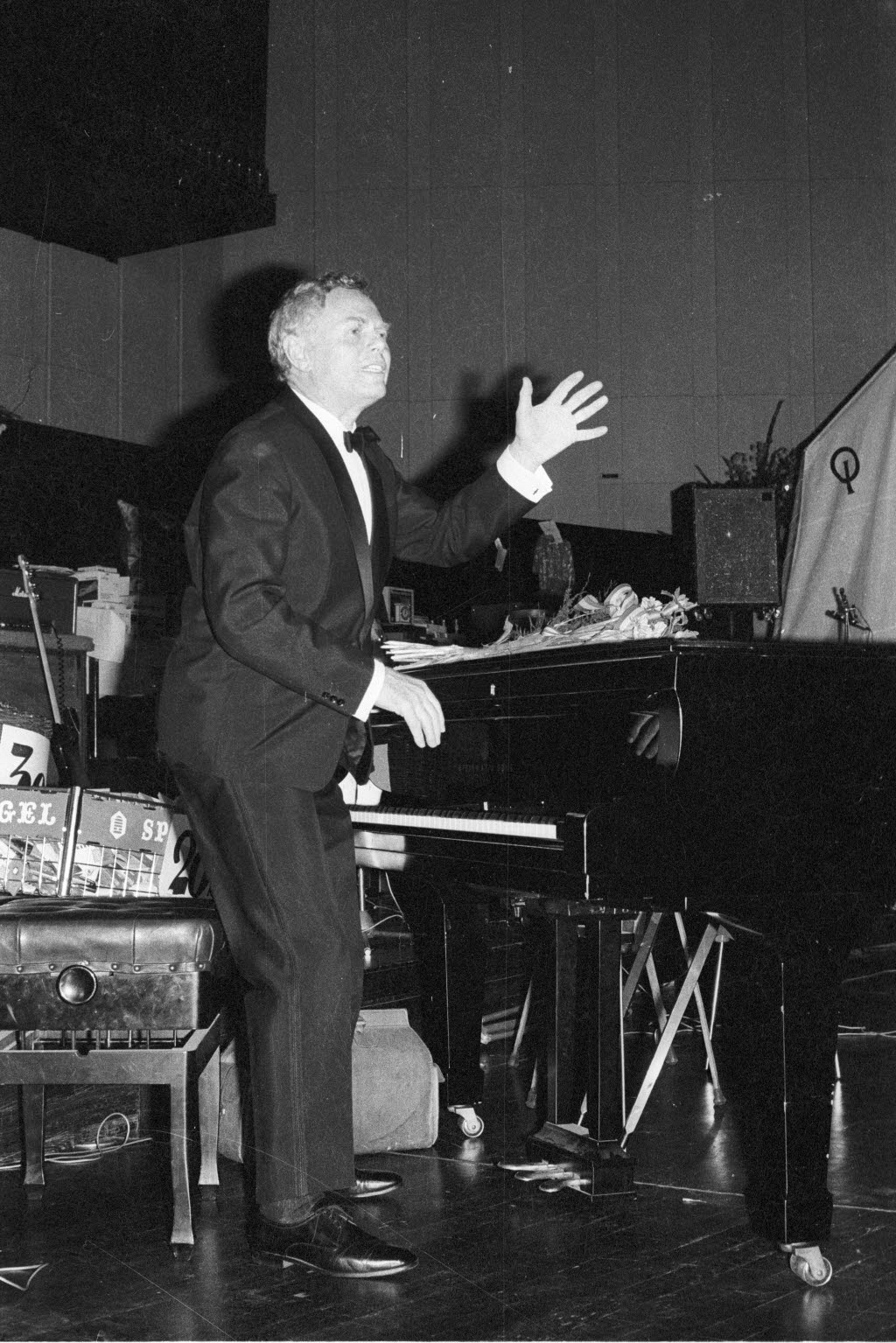
Karl John (1905–1977)

- John, Karl, Schweizer Orientierungsläufer
- John, Katharina (* 1970), deutsche Dramaturgin
- John, Kelvin (* 2003), tansanischer Fußballspieler
- John, Kenneth (1938–2021), Journalist und Politiker in St. Vincent und den Grenadinen
- John, Kirsten (1966–2020), deutsche Schriftstellerin
- John, Klaus (1940–2003), deutscher Politiker (PDS), MdL
- John, Klaus Dieter (1952–2014), deutscher Ökonom und Professor für Volkswirtschaftslehre
- John, Knut (* 1962), deutscher Politiker (SPD)
- John, Kurt (1923–1988), deutscher Politiker (FDP), MdL
- John, Little Willie (1937–1968), US-amerikanischer R&B-Sänger
- John, Mable (1930–2022), US-amerikanische Rhythm-&-Blues- und Gospel-Sängerin
- John, Marco (* 2002), deutscher Fußballspieler
- John, Margaret (1926–2011), britisch-walisische Schauspielerin
- John, Markus (* 1962), deutscher Theater-, Film- und Fernsehschauspieler
- John, Matthias (* 1978), deutscher Bahn- und Straßenradrennfahrer
- John, Max (* 1997), deutscher Ruderer
- John, Michael (* 1954), österreichischer Historiker und Ausstellungskurator
- John, Monika (* 1935), deutsche Schauspielerin
- John, Natalie (* 1976), deutsche Boxerin und Kickboxerin
- John, Ola (* 1992), niederländischer Fußballspieler
- John, Otto (1909–1997), erster Präsident des Bundesamts für VerfassungsschutzOtto John (1909–1997)

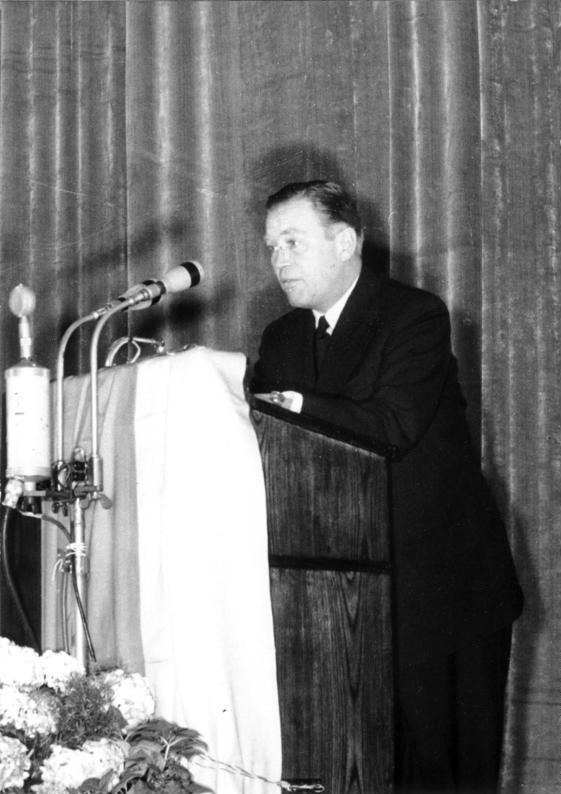
Otto John (1909–1997)

- John, Paddy (* 1990), liberianisch-niederländischer Fußballspieler
- John, Patrick (1938–2021), dominicanischer Politiker und Ministerpräsident von Dominica
- John, Paul W. (1887–1966), deutscher Fotograf
- John, Peter, deutscher Kanute
- John, Peter, deutscher Basketballspieler
- John, Pigeon (* 1972), US-amerikanischer Hip-Hop-Rapper
- John, Prakash (* 1947), indisch-kanadischer Musiker
- John, Radek (* 1954), tschechischer Publizist, Schriftsteller, Drehbuchautor und Politiker, Mitglied des Abgeordnetenhauses
- John, Richard (1845–1928), deutscher Theaterschauspieler und -regisseur
- John, Richard (1896–1965), deutscher Generalleutnant im Zweiten Weltkrieg
- John, Richard Eduard (1827–1889), deutscher Jurist
- John, Robert (1946–2025), US-amerikanischer Popsänger
- John, Robin (* 1991), deutscher Handballspieler und -trainer
- John, Rosamund (1913–1998), britische Schauspielerin
- John, Rüdiger, deutscher Botschafter
- John, Rudolf (* 1944), österreichischer Filmkritiker
- John, Ruediger (1971–2021), österreichischer Künstler
- John, Sabine (* 1957), deutsche Leichtathletin und OlympiateilnehmerinSabine John (* 1957)

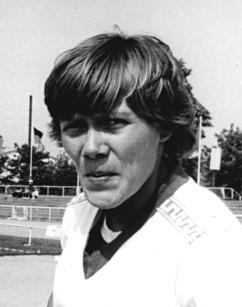
Sabine John (* 1957)

- John, Sajeev (* 1957), kanadischer Physiker und Hochschullehrer
- John, Sebastian (* 1996), dänischer Fußballspieler
- John, Steffen (* 1960), deutscher Tennisspieler
- John, Steffen (* 1964), deutscher Politiker (AfD), MdL
- John, Stern (* 1976), Fußballspieler aus Trinidad und Tobago
- John, Timo (* 1966), deutscher Historiker, Kunsthistoriker und Autor
- John, Uwe (1942–1985), deutscher Kinderbuchautor, Rechtswissenschaftler und Hochschullehrer
- John, Uwe (1950–2008), deutscher Politiker (SPD), MdL
- John, Uwe (* 1960), deutscher Historiker
- John, Walther (1893–1971), deutscher Lehrer und Klassischer Philologe
- John, Wesley (1968–2017), philippinisch-amerikanischer Schauspieler
- John, Wilhelm (1810–1881), deutscher Landschaftsmaler der Düsseldorfer Schule
- John, Wilhelm (1877–1934), österreichischer Historiker und Museumsdirektor
- John, William Goscombe (1860–1952), walisischer Bildhauer und Medailleur
- John, Wolfgang (* 1945), deutscher Fußballspieler
- John, Yemi Mary (* 2003), britische Sprinterin
- John-Baptiste, Lauryn (* 1999), britische Tennisspielerin
- John-Calame, Francine (* 1954), Schweizer Politikerin
- John-Jules, Danny (* 1960), britischer Schauspieler, Tänzer und Sänger
- John-Kamen, Hannah (* 1989), britische SchauspielerinHannah John-Kamen (* 1989)

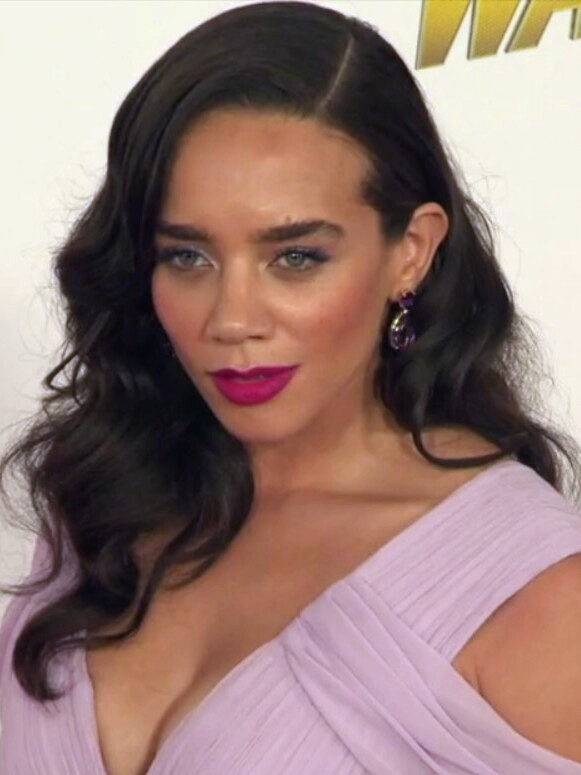
Hannah John-Kamen (* 1989)

- John-Krol, Louisa, australische Musikerin
- John-Stucke, Kirsten (* 1966), deutsche Historikerin, Sachbuchautorin und Museumsleiterin